# مانوئل پطروسیان (بوکسور)
مانوئل پطروسیان (ارمنی: Մանվել Պետրոսյան؛ انگلیسی: Manvel Petrosyan؛ ) بوکسور مرد اهل ارمنستان است که در مسابقات قهرمانی بوکس آماتوری نوجوانان اروپا موفق به کسب مدال نقره شد.
| رویداد | دور سی‌ودوم | دور شانزدهم               | یک‌چهارم‌نهایی‌ها          | نیمه‌نهایی‌ها             | نهایی                        | نهایی |
| رویداد | حریف نتیجه | حریف نتیجه                | حریف نتیجه              | حریف نتیجه              | حریف نتیجه                   | رتبه  |
| ------ | ---------- | ------------------------- | ----------------------- | ----------------------- | ---------------------------- | ----- |
| 2021   | -          | Prokudins (LAT) · برد ۴–۱ | Đinović (MNE) · برد ۳–۲ | Kirilov (BUL) · برد ۵–۰ | Khandzhanov (RUS) · باخت ۰–۵ | 2     |